# Người cao tuổi (tạp chí)
Người cao tuổi là một tạp chí ngôn luận của Hội Người cao tuổi Việt Nam được thành lập và xuất bản số báo in đầu tiên vào ngày quốc tế người cao tuổi 1 tháng 10 năm 1995.

## Tranh cãi
Thời điểm còn hoạt động dưới danh nghĩa một tờ báo trước khi chuyển đổi sang tạp chí, Người Cao Tuổi được nhận định là một ấn phẩm truyền thông của Việt Nam nổi tiếng trong vấn đề đưa tin chống tham nhũng.
Từ năm 2008, Người Cao Tuổi đã phanh phui các vấn đề liên quan đến hàng loạt sai sót của Chủ tịch tỉnh Hà Giang lúc bấy giờ là Nguyễn Trường Tô đã khiến Công ty Sông Lô – một doanh nghiệp tư nhân lâm vào cảnh nợ nần và đứng trên bờ vực phá sản vì những quyết định bằng văn bản vi phạm pháp luật do ông Tô ký. Ngay lập tức, Ủy ban nhân dân tỉnh đã tổ chức một cuộc họp báo với khoảng 600 người tham dự, tổng biên tập Người Cao Tuổi lúc bấy giờ là Kim Quốc Hoa đã cùng phóng viên trực tiếp đến phát biểu và truyền thông rõ những sai phạm của Ủy ban đối với công ty Sông Lô bất chấp việc tờ báo không được mời đến tham dự cuộc hội họp này. Đây được xem là một dấu hiệu để gây sức ép, cản trở tác nghiệp theo một nghĩa rộng đối với tờ báo của Trung ương Hội Người cao tuổi Việt Nam trong giai đoạn đó.

## Danh hiệu
| Quốc gia | Năm  | Giải thưởng                   | Ct.           |
| -------- | ---- | ----------------------------- | ------------- |
| Việt Nam | 2013 | Huân chương Lao động hạng Ba  | [ 10 ] [ 11 ] |
| Việt Nam | 2022 | Huân chương Lao động hạng Nhì | [ 12 ] [ 13 ] |